# Сема (река)
Се́ма (алт. Себи) — река в России, левый приток Катуни. Протекает на западе Республики Алтай по территории Онгудайского и Шебалинского районов. Длина реки — 88 км, площадь водосборного бассейна — 1960 км².

## Физико-географическая характеристика
Река берёт своё начало с Семинского перевала на высотах около 1700—1800 м, протекает в северном направлении через весь Шебалинский район и впадает в Катунь близ села Усть-Сема.
Вдоль русла реки, на всём её протяжении проходит основная транспортная магистраль региона — Чуйский тракт. На реке находится несколько населённых пунктов: административный центр Шебалинского района село Шебалино, сёла Камлак, Черга, Мыюта, Кумалыр и Топучая. В долине реки расположены сёла Актел, Малая Черга и Дьектиек. В устье Семы находится оздоровительный лагерь «Орлёнок».
Долина живописна, в ней много природных памятников и достопримечательностей. Вблизи села Камлак расположен Горно-Алтайский ботанический сад.

### Притоки
В реку впадают многочисленные притоки. Недалеко от истока в Сему впадает правый приток — река Сарлык, которая стекает со склонов одноимённой горы. Правые (от истока к устью): Верхний Кумалыр, Нижний Кумалыр, Шебелик, Седлушка, Покатайка, Кислая, Марчела, Чёрная Мыюта, Крешта, Актел, Шергаил, Едрала, Сосновая. Левые: (от истока к устью): Топучка, Кысмаин, Куяхтанар, Гордуба, Арбайта, Чергушка, Барсуган, Куюла, Акташ, Черга, Актел.
Список с указанием расстояния от устья Семы до устья притока:
- 8 км: Большой Камлак
- 14 км: Актел
- 18 км: Черга
- 26 км: Актел
- 33 км: Чергушка
- 41 км: Белая Мыюта
- 57 км: Шебелик
- 64 км: Куяхтанар
- 66 км: Нижний Кумалыр
- 80 км: Сарлык

## Туризм
Река Сема является одним из полигонов для подготовки спортсменов по гребному слалому и рафтингу. Здесь проходят соревнования по этим видам спорта, развит водный туризм и рыбалка.

## Данные водного реестра
По данным государственного водного реестра России относится к Верхнеобскому бассейновому округу, водохозяйственный участок реки — Катунь, речной подбассейн реки — Бия и Катунь. Речной бассейн реки — (Верхняя) Обь до впадения Иртыша.